# Ecatzingo
Ecatzingo é um município do estado de México, no México.